# Haplochromis beadlei
Haplochromis beadlei је зракоперка из реда Perciformes и фамилије Cichlidae. 

## Угроженост
Ова врста је крајње угрожена и у великој опасности од изумирања.

## Распрострањење
Уганда је једино познато природно станиште врсте.

## Станиште
Станишта врсте су мочварна подручја, језера и језерски екосистеми и слатководна подручја.